# Castello di Campbell
Il castello di Campbell è un castello ubicato a Dollar: fu sede dei duchi di Argyll, capi del clan Campbell, dal XV al XIX secolo e fu visitato, nel XVI secolo, da Maria Stuarda.

## Storia e descrizione
Originariamente noto con il nome di castello Glomm, forse derivante dal gaelico scozzese glom, che vuol dire abisso, riferendosi alle strette gole che si innalzano intorno alla struttura, il castello venne costruito sui resti di una precedente costruzione risalente al XII secolo. La prima torre venne costruita intorno al 1430 per volere di John Stewart o di uno dei suoi parenti. Intorno al 1460 la proprietà venne acquista da Colin Campbell, I conte di Argyll, in occasione del suo matrimonio con Isabel Stewart. In questo periodo si ha sia la prima testimonianza scritta del castello, nominato in una bolla emessa da papa Paolo II, sia il restauro della torre. Con l'acquisizione del castello, la famiglia Campbell espanse il suo potere da Argyll fino alla Scozia centrale, facendo diventare Colin Campbell fiduciario del re Giacomo III di Scozia. Nel febbraio 1490 Colin Campbell fece una petizione al re appena incoronato, Giacomo IV di Scozia, per cambiare formalmente il nome da Gloom a Campbell: la richiesta venne accolta e cambiato tramite un atto di parlamento. Successivamente il castello venne ampliato con la creazione di un appartamento composto da ingresso e camere da letto con finestre che affacciavano sui giardini. Furono creati anche degli alloggi privati a cui si accedeva da tramite due scale poste simmetricamente che si affacciavano sul cortile.
Nel XVI secolo, Archibald Campbell, IV conte di Argyll, abbracciò la causa della riforma scozzese e divenne uno dei principali signori protestanti del suo tempo: ospitò nel castello il predicatore John Knox, il quale predicò al suo interno nel 1556. Nel gennaio 1563 Maria Stuarda soggiornò nel castello in occasione del matrimonio di Margaret, sorella do Archibald Campbell, V conte di Argyll, e James Stewart.
Nel 1590 Archibald Campbell, VII conte di Argyll, ricostruì la parte orientale del castello per collegare la zona meridionale con le camere degli ospiti ristrutturate nella torre. La nuova opera consisteva in un loggiato a due archi prospiciente il cortile, sovrastato da una facciata in muratura di bugnato levigato. Un inventario redatto nel 1595 registrò i mobili, gli arazzi, i tappeti e altri oggetti in ogni stanza del castello, compreso un totale di 47 letti.
Nel 1645, durante la battaglia di Kilsyth, le truppe reali del pI marchese di Montrose, James Graham, devastarono le zone intorno a Dollar e Muckhart, senza però ne assediare ne arrecare danni al castello. Tuttavia Archibald Campbell distrusse il castello di Menstrie e quello di Airthrie, entrambe sedi dei reali. Dopo l'esecuzione di Carlo I, i Campbell inizialmente sostennero Carlo II: tuttavia, si opposero all'invasione dell'Inghilterra da parte di Carlo e nel 1652 passaro al Commonwealth of England di Oliver Cromwell: le truppe di Cromwell presidiarono al castello nel 1653. Nel luglio 1654, i ribelli realisti attaccarono il castello, appiccando un incendio che durò per due giorni. Con la restaurazione del 1660 Achibald Campbell, I marchese di Argyll, venne giustiziato: suo figlio decise di non ricostruire il castello ma di edificare una nuova costruzione, chiamata Argyll's Lodge a Stirling. Il castello fu presidiato durante l'insurrezione giacobita del 1715 per poi essere definitivamente abbandonato. Nel 1805 venne venduto a Crawford Tait, proprietario di Harviestoun: nel 1859 le due tenute furono acquistate da Sir Andrew Orr; suo figlio, James Orr fece eseguire degli scavi intorno al castello nel 1870 riportando alla luce frammenti di vetro colorato.
Nel 1948 il castello venne ceduto al National Trust for Scotland, il quale provvide ai lavori di restauro come un nuovo tetto sulla torre. Scavi effettuati negli anni 1980 riportarono alla luce resti di legno carbonizzato dell'incendio del 1654. Il castello è gestito dall'Historic Scotland come scheduled monument.